# ギャングスター ベガス
ギャングスター ベガス（英: Gangster VEGAS）は、ゲームロフトが2013年に公開したオープンワールド型のスマートフォン向けゲームである。
今作はゲームロフトから配信されているギャングスターシリーズの第4弾である。
前作はギャングスターRIO(リオ)。
次作はギャングスター ニューオーリンズ(ギャングスター5)である。

## 概要
ギャングスターベガスはアメリカ合衆国のネバダ州南部に存在する都市、ラスベガスを、舞台にしたオープンワールド型のゲーム。ただし、本作のラスベガスは実際とは違い、海に囲まれた、いわば島のようになっている。実際のラスベガスに存在するカジノホテル「ベラージオ」や、「ルクソール」、「トレジャーアイランド」、「パリス」、様々な電飾で彩られたアーケード「フレモント・ストリート・エクスペリエンス」などといった有名スポットを再現した建物が存在する。
今作には主となるストーリーミッションだけでなく、強盗ミッション、レースミッション、自動車や、飛行機、高速ボートによるタイムトライアルミッション、殺戮ミッションなどといったサブミッションが多数存在し、エリアごとにクリアすると限定の自動車などが手にはいる。
主人公のジェイソンには好みの髪型、服装を設定することができる。
ストーリーミッションは指定されたレベルに達すると次のミッションに進める。
今作には以前のギャングスターシリーズにはなかった"HAVOK"という現実的な物理法則を再現するエンジンが搭載され、自動車が障害物に衝突した時、歩行者を自動車ではねた時に現実的な動きが見られるようになった.
自動車に速度、耐久性、銃器に発射速度、威力、弾数などといったスキルを割りきることができる。

## ストーリー
総合格闘家のジェイソン・マローンは、ラスベガスでは恐れられるマフィアのボス、フランク・ベリアノから「試合でわざと負けるように」といった八百長試合を押し付けられる。しかし、ジェイソンは無意識にも相手をノックダウンさせてしまう。フランクは計画を失敗させたジェイソンを殺しにかかる。ジェイソンはやみくもに逃げ回り、もう一人のラスベガスの大物に助けを求め、フランクに復讐を誓うがフランクに追われベラモンテロの会計係であるカレンに助けてもらい、ベラ、カレンと共にフランクを倒そうとするも、一時、フランクに誘拐され、フランク側で働くが、再びベラ側に付くも、カレンを助けるときにベラが死んでしまう。その後怒りを力に変えカレンと共にフランクを倒す‼︎

## ゲームシステム

### ランドマーク
ラスベガス市内にはダムやカジノ,ダイナー,ガスステーション,カーディーラー等が点在しておりそれらを制圧することができる。
各ランドマークにはミッションが設定されており、それらを一定数クリアする事で、ショップのラインナップを増やしたり、現金の獲得量を増やしたりすることができる。

### 盗難車買取
ビジネス・エリアにあるガレージにて盗んだ車とオートバイを買取りしてくれる。買取金額は車種により異なり一度売るとリアルタイムで3時間経過しないと売ることが出来ない。
追加アップデートでは特殊マシンが出現するようになり、それらの場所は画面とマップに表示される。但しターゲット車両に乗り込んだ瞬間に警察の手配レベルが4つ又は5つになり手配が解除されないと買取はしてくれないので注意が必要。

### ハイバリューターゲット
ビジネス・エリア又はフランクの自宅周辺にはブリーフケースのマークがついた人物が出現することがあり彼らを殺害すると格安素材パック又は高級素材パックが手に入る。ターゲットはストリートに立っているかリムジンに乗車している。リムジンの場合は二人のターゲットがいる場合がある。

## 手配レベル
主人公が銃器の発砲,乗り物の窃盗,殺人を警察官に目撃される,警察車両やポリスボートと接触事故を起こすと警察に手配されることになる。レベルは5つあり包囲網から逃げ切れれば手配マークがブルーにかわり間もなく手配が解除される。但しブルーに変わっても警察官に見つかれば再び手配される。また一部のミッションでは強制的に手配レベルがつく。

### レベル 1
走っている車やバイクの窃盗,発砲,パトカーやポリスボート、白バイとの接触事故を起こすとレベル 1がつく。手配範囲が狭く車やバイクで簡単に逃げ切ることが可能。警官は殴って来るが、こちらが発砲しない限り発砲してこない。

### レベル 2
パトカーへの過剰な衝突、犯罪の繰り返し、警察官の殺害などをするとレベル 2の手配レベルがつく。範囲網が1に比べて広がる。またこちら側の発砲の有無に関わらず発砲してくるが、ダメージは少ない。また、ミッションで強制的に手配される場合、ほとんどレベル2がつく。

### レベル 3
警察官の人数が増える。市警のヘリコプターが登場し、ミニガンで主人公を攻撃してくる。このレベルから検問が設置される。

### レベル 4
殺人を続ける又はハイバリュー車両の窃盗を行うとレベル 4になり特殊部隊、装甲車が出現し、装備されているマシンガンで主人公を攻撃する。またストリートではロードブロックが行われるようになる。

### レベル 5
警官の殺害を続ける、軍事基地に侵入する、一部のハイバリューカーの窃盗をすると手配が最高レベルになる。
警察の装甲車両や攻撃ヘリ、戦車が出現するようになり、両方から攻撃される上、検問も更に厳しくなり装甲車でストリートを封鎖されるようになる。ヘリコプター・軽飛行機又は戦闘機で逃走すると逃げ切ることが容易になる。

## 登場人物
ジェイソン・マローン (Jason "the Kid" Malone)
ラスベガスで総合格闘家として活躍する主人公。マフィアのボス、フランクから八百長試合を求められるが、図らずも相手をノックダウンさせてしまい、フランク一味から命を狙われる。過去にクラブで用心棒としてフランクに雇われており、フランクから格闘家への道を勧められ、チャンピオンにまで登りつめた。フランクから追われる身になったジェイソンは謎の女性カレンに助けられ、ラスベガスのマフィアの女ボス,ベラの下で仕事を受けることになる。ベラのクラブで酒を飲んでいる最中にフランクらの奇襲に合い、フランクに束縛される。それを期に命を助けられる代わりにフランクの下で働かされてしまう。しかし、フランクへの復讐心は消えておらず、彼を倒すタイミングを狙う。
カレン・オルセン (Karen Olsen)
ラスベガスのマフィアの女ボスのベラに会計士として雇われた女性。会計士という肩書きながらも銃器の操作に長けている。フランクから逃げる最中に事故を起こしたジェイソンを助けることで彼女も命を狙われる身となる。ジェイソン、ベラと共にフランクへの復讐を計画中にフランク一味に拐われてしまうが後に救出される。
ベラ・モンテロ (Vera "Leatherface" Montello)
かつてフランクに劣らずにラスベガスを支配した大物マフィア、ジョニー・モンテロの妻。ジョニーがこの世を去ってからは好物の酒を浴びるように飲み干しこっそりと生きていた。しかし、部下のカレンがフランクに追われるジェイソンを助けたことで、フランクへの復讐を試みる。ジョニー・モンテロとフランクは対立するマフィアだった為か、ベラとフランクも犬猿の仲であり、彼女がフランクと口を聞くことは天と地がひっくり返ってもあり得ないと言われている。
性格は素性が荒く、酒を浴びるように飲み、酔っ払った勢いで警察の特殊車両を盗もうとしたり、警官2人を難なく殴り倒したりといった姿が垣間見える。Chapter3-6のミッションでジェイソンがフランクに求められた八百長試合で相手が倒れたのはベラが仕組んだことであると彼女自身が告白する。Chapter3-6では銃撃で腹部を負傷しながらもSUVをボートの乗る場所まで運転して執拗に追ってくるフランクのモブスター達のSUVに特攻し、死亡する。
フランク・ベリアノ (Frank "Mr. V" Veliano)
リオ・カジノを経営するラスベガス最大のマフィアのボス。元々、ジョニー・モンテロの下で働いていた経緯があり、彼の死後、マフィアの頂点にまで登り詰めた。有り余る財産で優雅な暮らしを営んでいる。また今作のストーリーの重要人物であり、全ての事の発端。ジェイソンにわざと負ける試合をするよう脅したが、計画は失敗し、ジェイソン、彼に協力するカレン、ベラの命を狙う。ストーリー中盤からジェイソンに仕事を依頼するようになる。フランクの仲間に、政治家やラスベガス市警の関係者などがおり、様々なことに手を染めている。ジェイソンたちに押され始めたフランクは、彼のアジト、シティ・オブ・セイントという高層タワーから海外へと逃亡を試みるが、ジェイソンに追い付かれてしまい、最後の一騎討ちとなる。最後には銃撃戦の末に高層タワーのヘリパッドから転落し、タワーの真下にある突起したオブジェクトに突き刺さり死亡する。
ベニー (Benny)
フランク・ファミリーのアンダーボス。角刈りにサングラス、黄金のネックレスをつけ、いかにもマフィアという姿と裏腹に不器用な性格。様々なミッションでフランクと共にジェイソンを襲撃するが、ジェイソンと関わるようになってからジェイソンとの距離が縮まり、フランクの計画をジェイソンに伝えるようになる。しかし、フランクへの忠誠心に逆らえず、カレン誘拐を手助けしてしまう。フランクの身代わりで警察に逮捕された際、ジェイソンに助けられたのを期にやはりジェイソンと共に行動するようになり、最終ミッションで、共にフランク復讐に手を貸す。
ウィンストン・グッドマン (Winston "Preacher" Goodman)
フランクの仲間で、政治家。ラスベガス市長選挙に立候補者。フランクの下で働かされているジェイソンに、対立する政治家への嫌がらせ、使い走りなどといった仕事を押し付ける。フランクに復讐を試みるジェイソンたちに追い込まれ、フランクを失脚させる為に脅された末に、FBIに電話をかけさせられたりフランクが海外に逃亡する計画を自白する。
ミスターE (E-Man)
ベラの友人で、麻薬の調合人。正体は謎に包まれており、自称元軍人であるという。フランク復讐を試みるジェイソンたちに協力し、様々提案をしてくれる。口癖は「半分正解だ！」であり、常に情緒不安定である。次回作の「ギャングスター・ニューオリンズ」にも登場する。

## ラスベガス
ジェイソンらが生活しているラスベガスには様々なエリアが存在する。
商業エリア
高級カジノホテルや、フランクが経営するカジノホテルが多く建ち並ぶ。実際のラスベガスを模した建物や、ネオンや、スポットライトがきらびやかに光り、夜になれば花火が打ち上がる。カジノホテルの一部は建物内に入ることができ、カジノやスロットで金稼ぎが楽しめる。
ダウンタウン
フリーモントストリートエクスペリエンスをモデルにしたアーケードや、ストリップクラブが建ち並び、バイカーギャングがよく出現し、銃撃戦が繰り広げられることがある。古びた住宅街が建ち並ぶ。小さなスーパーマーケットや、フランクが建築途中の高層ビルが二棟存在する。
高級住宅街
閑静な住宅街。プールやガレージがついた一戸建てが建ち並ぶ。ここのエリアにはフランクの別荘がある。一際広大な敷地の自宅である。フランクの自宅を燃やす,ボートと高級スポーツカーを破壊するというミッションがある。
砂漠エリア
UFOの基地、ダイナー、モーテル、ダム、採石場、トレーラーハウスなどがあるエリア。

## 施設
UFO基地
砂漠エリアにある基地。基地内にはUFOがあり、グレイやClAのエージェントが勤務している。ミスターEのミッションで行く基地。
米軍基地
ラスベガス郊外の砂漠にひっそりと存在する米軍基地。立ち入った瞬間に手配度は最高レベルになり、戦闘ヘリ、戦車などが出現する。基地内で手配度を消すことができれば大きい移動をする必要がなくなる。また、戦闘ヘリや、戦車に乗ることができる。基地内では軍人が警備のために立ち歩いている。
工事現場
ラスベガス郊外の砂漠に大きく下に掘られた工事現場。何の為に工事しているのかは不明。
スタジアム
空港の隣に位置するスタジアム。なかでは、バイクレースや格闘技大会が開催される。フランクがジェイソンに八百長試合をさせたのもここのスタジアムである。このスタジアムでは、バイクレースミッション、格闘ミッションができる。
空港
ラスベガスから海外へとつながる空港。空港に入るとヘリコプター、軽飛行機、ビジネスジェット機が駐留しており、自由に乗ることができる。空港付近でもギャング同士の抗争が起きる。
カールの車庫・カール・カーズ
カールが営んでいるといういわば盗難車買い取り店兼自動車ディーラー。盗んだ自動車はここのガレージに運べば売ることができる。手配度がつくと受け付けてくれない。また、商業エリアや高級住宅地周辺を走っている車やモーターサイクルは特に高く売ることが出来る。